# Tobias Willner
Tobias Willner (* 1971 in Herzberg (Elster)) ist ein deutscher Trompeter.

## Leben
Tobias Willner stammt aus der Niederlausitz. Seinen ersten Trompetenunterricht erhielt er bei Walter Wolf an der Herzberger Musikschule. Er studierte bei Peter-Michael Krämer an der Hochschule für Musik und Theater „Felix Mendelssohn Bartholdy“ Leipzig. 1997 legte er sein Meisterklassenexamen ab.
Er war zunächst zehn Jahre lang Solo-Trompeter beim Orchester des Opernhauses Halle. 2004 wechselte er in gleiche Position zur Sächsischen Staatskapelle Dresden. Darüber hinaus ist er Mitglied des Dresdner Trompeten Consorts, mit dem er mehrere CDs veröffentlichte.
Willner war Lehrbeauftragter an der Hochschule für Musik und Theater „Felix Mendelssohn Bartholdy“ Leipzig und der Hochschule für Musik Carl Maria von Weber Dresden (ab 2006). 2013 wurde er Professor an der Dresdner Musikhochschule. 2017 gehörte er der Fachjury zur Vergabe der Musikstipendien der Hans und Eugenia Jütting Stiftung an. Außerdem war er Juror beim sächsischen Lions Musikpreis.

## Auszeichnung
2002 erhielt er den dritten Preis für moderne Trompete beim internationalen Trompetenwettbewerb der Händel-Festspiele, dem Händel-Förderpreis der Stadt Halle. Die Einspielung der Klavierkonzerte von Dmitri Schostakowitsch durch Anna Winnizkaja wurde 2016 mit dem Echo Klassik ausgezeichnet.

## Diskographie (Auswahl)
- Schostakowitsch: Piano Concertos (Alpha Classics, 2015)